# Honrubia de la Cuesta (kommun)
Honrubia de la Cuesta är en kommun i Spanien.   Den ligger i provinsen Provincia de Segovia och regionen Kastilien och Leon, i den centrala delen av landet, 120 km norr om huvudstaden Madrid.